# Tour der englischen Rugby-Union-Nationalmannschaft nach Asien 1971
| Tour der Engländer nach Asien 1971 | Tour der Engländer nach Asien 1971 | Tour der Engländer nach Asien 1971 | Tour der Engländer nach Asien 1971 | Tour der Engländer nach Asien 1971 |
| Übersicht                          | S                                  | G                                  | U                                  | N                                  |
| ---------------------------------- | ---------------------------------- | ---------------------------------- | ---------------------------------- | ---------------------------------- |
| Sonstige Spiele                    | 7                                  | 7                                  | 0                                  | 0                                  |
| Gesamt                             | 7                                  | 7                                  | 0                                  | 0                                  |

Die Tour der englischen Rugby-Union-Nationalmannschaft nach Asien 1971 umfasste eine Reihe von Freundschaftsspielen der englischen Rugby-Union-Nationalmannschaft. Sie reiste im September und Oktober 1971 durch mehrere asiatische Länder und bestritt während dieser Zeit sieben Spiele, die sie alle gewinnen konnte. Darunter waren je zwei Begegnungen mit der japanischen und der ceylonesischen Nationalmannschaft sowie je eine Begegnung mit den Nationalmannschaften Hongkongs und Singapurs, die alle keinen Test-Match-Status hatten. Die besten englischen Spieler fehlten, da sie eben erst von der Ozeanien-Tour der British Lions zurückgekehrt waren und nicht zur Verfügung standen. Diese englische Auswahl war somit eher experimenteller Natur.

## Spielplan
- Hintergrundfarbe grün = Sieg

| # | Datum              | Gegner             | Ort          | Stadion                     | Ergebnis |
| - | ------------------ | ------------------ | ------------ | --------------------------- | -------- |
| 1 | 21. September 1971 | Waseda-Universität | Tokio        | Prinz-Chichibu-Rugbystadion | 56:4     |
| 2 | 24. September 1971 | Japan              | Higashiōsaka | Hanazono-Rugbystadion       | 27:19    |
| 3 | 28. September 1971 | Japan              | Tokio        | Prinz-Chichibu-Rugbystadion | 6:3      |
| 4 | 30. September 1971 | Hongkong           | Hongkong     | Hong Kong Stadium           | 26:0     |
| 5 | 03. Oktober 1971   | Singapur           | Singapur     | Jalan Besar Stadium         | 39:9     |
| 6 | 06. Oktober 1971   | Ceylon             | Colombo      | Longden Place               | 40:11    |
| 7 | 08. Oktober 1971   | Ceylon             | Colombo      | Longden Place               | 34:6     |